# Jönköpings IK
Der Jönköpings IK ist ein schwedischer Sportverein aus Jönköping. Sowohl die Herren- wie auch die Damenmannschaft spielen 2017/18 wieder in der Svenska Superligan, der höchsten schwedischen Spielklasse.

## Geschichte

### Gründung
Der Verein wurde am 9. März 1985 gegründet. Die Gründung erfolgte aus dem Zusammenschluss der beiden Vereine SMU Immanuelskyrkan und Munksjöskolan.

### Herren
Der Vereine konnte sich drei Mal für den Final der schwedischen Superliga qualifizieren, konnte aber in keine der Teilnahme die schwedische Meisterschaft gewinnen. 2009 stieg die Herrenmannschaft des JIK in die Division 1 Södra ab. Nach zwei Jahren in der zweithöchsten Liga gelang den Herren im Frühling 2011 der Aufstieg in die Svenska Superliga. Die Herren stiegen 2014 mit nur einem Sieg und neun Punkten aus der Superligan ab.
Nach der erfolgreichen Saison 2016/17 stiegen die Herren des Jönköpings IK wieder in die Svenska Superligan auf.

### Damen
2012 gelang ebenfalls der Damenmannschaft der Aufstieg in die SSL. Bereits in der ersten Saison mussten sich die Damen in den Abstiegsplayoff behaupten, was ihnen erfolgreich gelang. Nach der Saison 2015/16 stiegen die Damen nach vier Jahren in der SSL wieder in die Allsvenskan Södra ab. Bereits nach einem Jahr gelang ihnen, wie bei den Herren, der erneute Aufstieg in die SSL.

## Stadion
Die ersten Mannschaften des IK spielen im Idrottshus in Jönköping. Die Halle hat eine Kapazität von 1500 Personen.

## Statistiken

### Herren

#### Zuschauer
| Jahr    | Liga              | ø   |
| ------- | ----------------- | --- |
| 2015/16 | Allsvenskan Södra | 411 |
| 2016/17 | Allsvenskan Södra | 373 |

#### Topscorer
| Jahr    | Liga              | Name            | Sp | T  | A  | P  |
| ------- | ----------------- | --------------- | -- | -- | -- | -- |
| 2015/16 | Allsvenskan Södra | Rickard Hessmer | 22 | 26 | 15 | 41 |
| 2016/17 | Allsvenskan Södra | Rickard Hessmer | 21 | 30 | 32 | 62 |

### Damen

#### Zuschauer
| Jahr    | Liga               | ø   |
| ------- | ------------------ | --- |
| 2015/16 | Svenska Superligan | 198 |
| 2016/17 | Allsvenskan Södra  | 195 |

#### Topscorer
| Jahr    | Liga               | Name           | Sp | T  | A  | P  |
| ------- | ------------------ | -------------- | -- | -- | -- | -- |
| 2015/16 | Svenska Superligan | Ellen Svensson | 25 | 10 | 6  | 16 |
| 2016/17 | Allsvenskan Södra  | Ellen Svensson | 21 | 18 | 14 | 32 |